# Bündnis für Dachau
Das Bündnis für Dachau ist ein freier Zusammenschluss kommunalpolitisch engagierter Bürger der Großen Kreisstadt Dachau und des Landkreises Dachau. Es versteht sich als Wählergruppe (Wahlvorschlagsträger) nach Art. 24 des Bayerischen Gemeinde- und Landkreiswahlgesetzes und hat den Status eines nicht ins Vereinsregister eingetragenen Vereins.

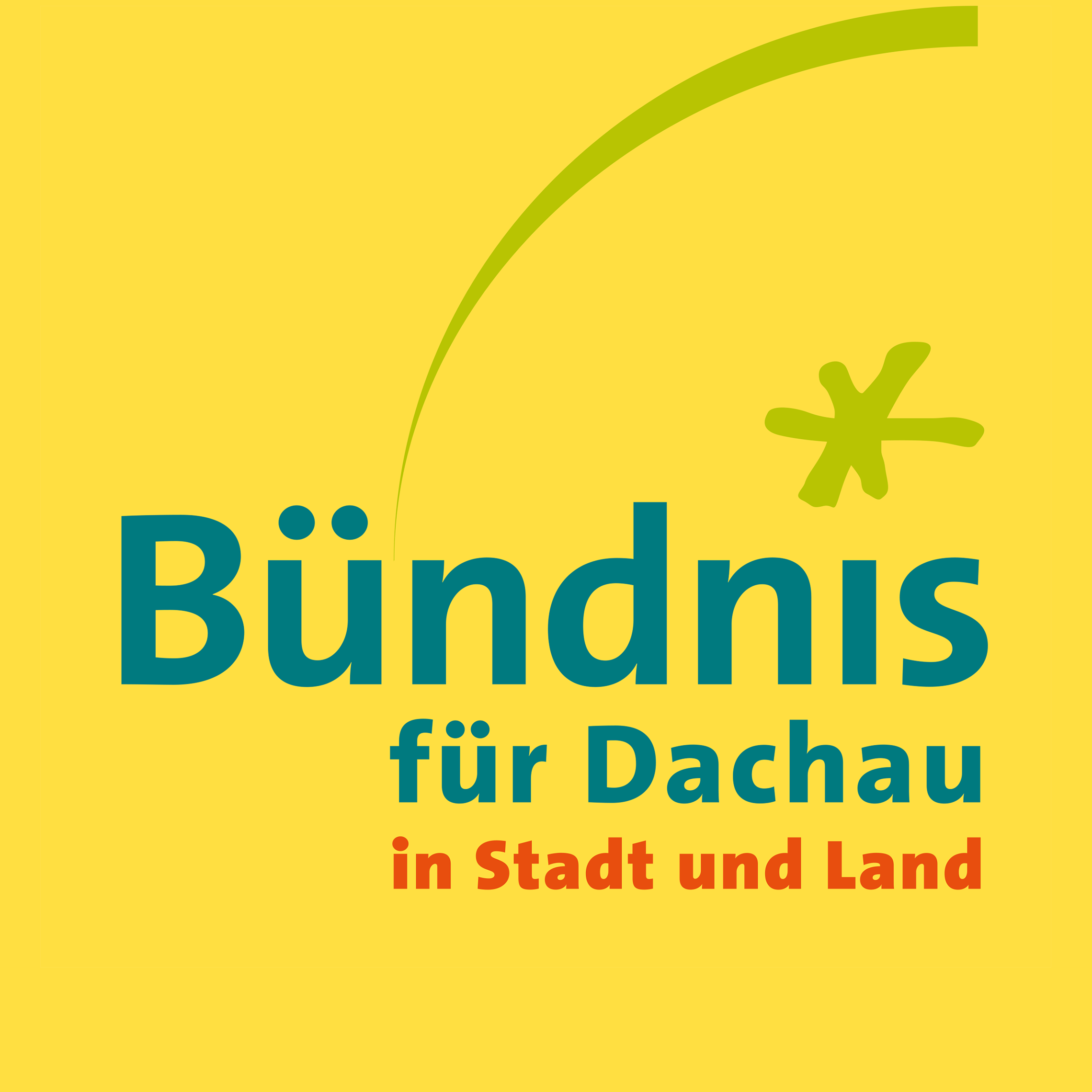
Logo

## Geschichte
Das Bündnis für Dachau wurde 1995 aufgrund von Unzufriedenheit mit den im Stadtrat vertretenen Parteien (damals CSU, ÜB und SPD) sowie dem Fehlen einer ökologisch orientierten Alternative gegründet. Die Wählervereinigung verstand sich als kommunalpolitisches Wahlbündnis der Ortsgruppen von Bündnis 90/Die Grünen, der ÖDP sowie parteiloser Bürger. Maßgeblich an der Gründung beteiligt waren Klaus Ulrich Spiegel (Journalist), Thomas Heckenstaller (Mieterverein Dachau), Gabriele Steinlechner (damals ÖDP), Kai Kühnel (damals Bündnis 90/Die Grünen), Peter Heller (Bund Naturschutz), Bruno Schachtner (Künstlervereinigung Dachau) und Martina Scherzer (Arbeitskreis Asyl). Die Mitgliederzahl betrug anfangs etwa 40 Personen.

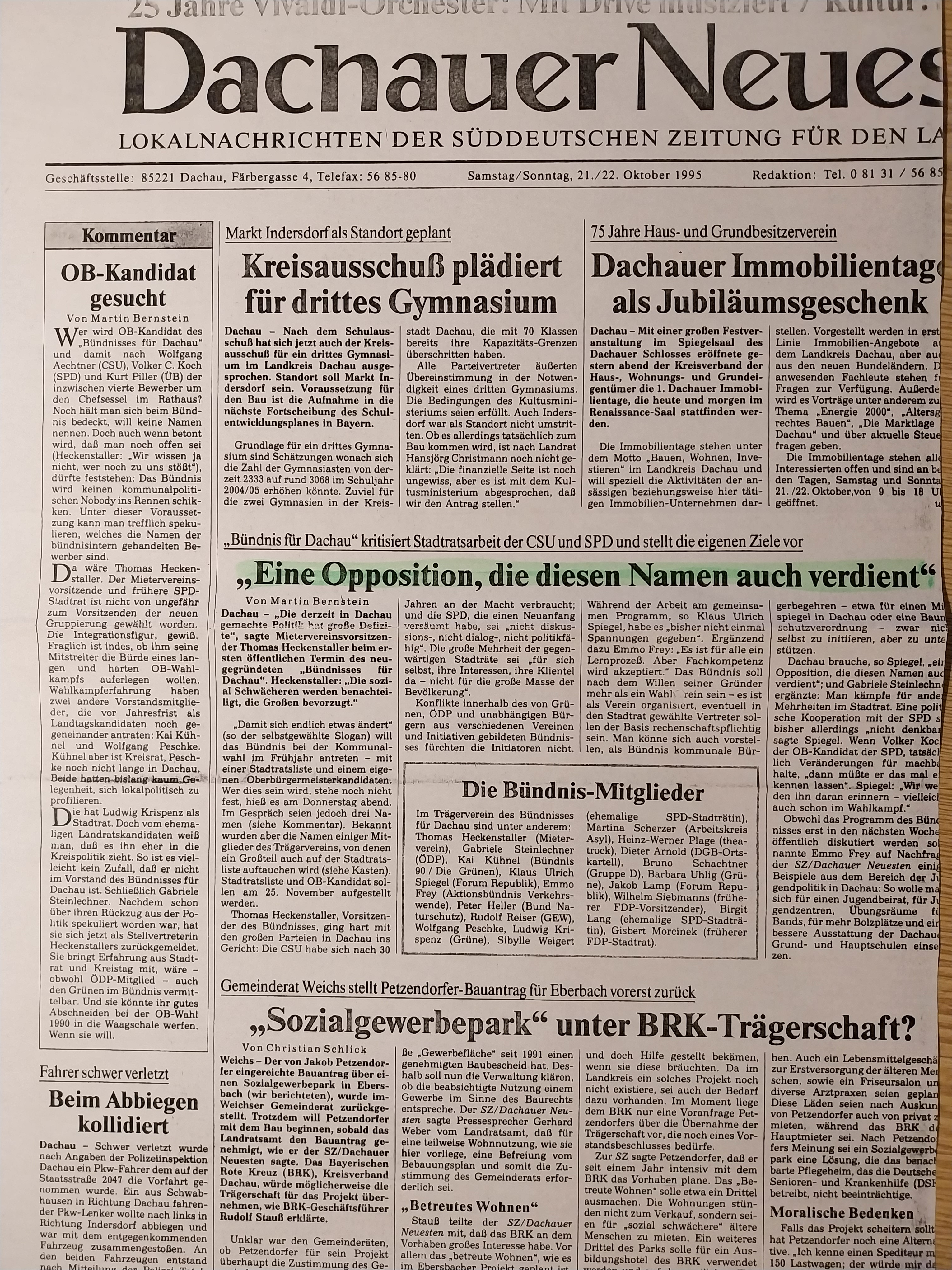

In der Gründungszeit waren Mitglieder des Mietervereins Dachau, des Arbeitskreises Asyl, des Bund Naturschutz und der Bürgerinitiative Saubere Luft (gegen Schwerölverbrennung in der Papierfabrik Dachau) stark vertreten.

## Wahlen
Bei den Kommunalwahlen in Bayern 2020 konnte das Bündnis für Dachau im Stadtrat drei Mandate erringen (−1) und im Kreistag zwei Mandate. Mit dem Übertritt der „Die Partei“-Politikerin Sophia Beljung in die Stadtratsfraktion wuchs die Fraktion auf vier Mitglieder. Kai Kühnel ist zudem Bürgermeister der Großen Kreisstadt Dachau und erster Stellvertreter des Oberbürgermeisters Florian Hartmann.

### Wahlergebnisse
März 1996 Stadtratswahl Dachau – Wahlergebnis13 % Sitze: 5
Gabriele Steinlechner, Hans Hechendorfer (bis April 1997), Thomas Heckenstaller, Kai Kühnel, Bruno Schachtner, Emmo Frey (ab April 1997) sowie Smaro Anagnostopoulou ab Oktober 1998 nach Übertritt aus SPD-Fraktion
März 2002 Stadtratswahl Dachau – Wahlergebnis9,6 % Sitze: 4
Gabriele Steinlechner, Bernhard Räpple, Lilian Schlumberger-Dogu, Bruno Schachtner
Anmerkung: Die Wahl vom März 2002 wurde wegen Manipulation annulliert (siehe Wahlfälschungsskandal von Dachau)
September 2002 Stadtratswahl Dachau – Wahlergebnis8,5 % Sitze: 3
Gabriele Steinlechner, Bernhard Räpple, Bruno Schachtner (verzichtet), Kai Kühnel rückt nach
März 2008 Stadtratswahl Dachau – Wahlergebnis8,2 % Sitze: 3
Kai Kühnel, Bernhard Räpple, Sabine Geißler
März 2014 Stadtratswahl Dachau – Wahlergebnis9,6 % Sitze: 4
Kai Kühnel (Wahl zum stellvertretenden Bürgermeister), Sabine Geißler, Michael Eisenmann, Bernhard Sturm
März 2020 Stadtratswahl Dachau mit Wahlergebnis7,74 % Sitze: 3
Kai Kühnel (Wahl zum stellvertretenden Bürgermeister), Sabine Geißler, Michael Eisenmann
März 2020 Kreistagswahl Dachau mit Wahlergebnis2,8 % Sitze: 2
Lena Wirthmüller, Kai Kühnel (verzichtet wg. Mehrfachbelastung), Peter Heller (rückt nach)

## Hermann-Ehrlich-Preis
Das Bündnis für Dachau vergibt seit 2012 jedes zweite Jahr den Hermann-Ehrlich-Preis an Personen oder Gruppen, die aufrecht demokratisches Verhalten beweisen, selbst wenn sie dafür persönliche Nachteile in Kauf nehmen müssen.
Bisherige Preisträger:
- 2012 Helge Cramer, Filmemacher[7][8]
- 2014 Hans Holzhaider, Journalist[9][10]
- 2016 Familie Ayo-Al Sheikh aus Syrien[11][12]
- 2018 Claus-Dieter Möbs, ehem. Betriebsrat Klinikum Dachau[13][14][15]
- 2021 Jürgen Zarusky, Historiker[16][17][18]
- 2023 Cyrus Mahmoudi, Kreisvorsitzender des Landesbunds für Vogelschutz[19][20][21]

## Themenabende
Das Bündnis für Dachau veranstaltet für die Bürger regelmäßig Informationsabende zu aktuellen Themen. Die Referenten sind dabei bestätigte Fachleute, wie zum Beispiel Gabriele Hammermann und Dirk Riedel zum Thema „Gedenkort KZ Dachau“, Sven Kesselring zum Thema „Mobilität neu denken“ oder Natascha Strobl zum Thema „Radikalisierter Konservatismus“.